# 平沢貞通

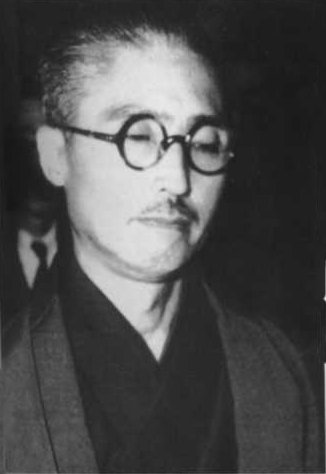
平沢貞通

平沢 貞通（ひらさわ さだみち、1892年〈明治25年〉2月18日 - 1987年〈昭和62年〉5月10日）は、日本のテンペラ画家。北海道小樽市出身（東京府生まれ）。雅号は大暲（たいしょう）、後に光彩（こうさい）。
戦後の混乱期に発生した大量毒殺事件である帝銀事件の犯人として逮捕され、死刑が確定するが刑の執行も釈放もされないまま、逮捕から死までの39年間を獄中で過ごした。

## 来歴・生涯

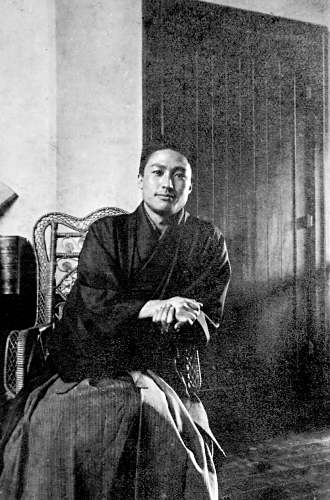
大正期に石井柏亭が撮影した平沢の肖像。

### 前半生
平沢は一流の画家であった。二科展に3回、文展に16回、光風会には毎年入選し、「帝展無鑑査」（過去の輝かしい実績を評価され審査員の鑑査なしに無条件で出品できること）であった。
- 1892年2月18日、東京・大手町の帝国陸軍憲兵隊本部官舎で生まれる。父は憲兵[3]。
- 1896年、北海道の札幌憲兵隊に転勤した父とともに、北海道に移住[3]。
- 1911年、日本水彩画研究所に入所。
- 1912年、旧制札幌中学校を経て[4]、父の小樽への転勤に伴い(福島・中田・小木 2018[5],p.281)同小樽中学校卒業。
- 1913年、日本水彩画会結成に石井柏亭・磯部忠一らとともに参画。
- 1914年、二科展ができ平沢三味二（さみじ。当時の雅号）名義で出品して入選。これが機縁となり、横山大観の門を叩き、横山から「大暲」という雅号をもらう[3]。交友を深めた作家の有島武郎も、平沢への手紙の中で画家としての優れた才能を認めた[6]。
- 1916年、結婚[3]。平沢は妻とのあいだに二男三女をもうけた。
- 1919年、第1回帝展に出品。
- 1920年、東京の板橋区中丸町に移住[3]。
- 1921年、第9回光風会展で今村奨励賞を受賞。
平沢は画家として成功し、収入は、コルサコフ症候群で倒れる前には、月額平均300円位はあった(福島・中田・小木 2018[5],p.283)。ちなみに当時の大卒サラリーマンの初任給(月給)は50円ないし60円程度、職業婦人の平均月給はタイピストが40円、電話交換手が35円、事務員が30円だった[7]。
- 1925年、5月、板橋の自宅で飼っていた愛犬が狂犬病にかかって処分された。飼い主の平沢は狂犬病の予防注射を受けた直後、意識不明となって入院し、8月までの3ヶ月間、人事不省となった（注射の副作用でコルサコフ症候群にかかったとされる）。
平沢は、隣に住んでいた石井鶴三の厚意で、根岸脳病院の森田正馬（「森田療法」で有名）の診察を受けることができた。森田は、平沢の病名はコルサコフ氏病という非常に珍しい病気であると診断し、「回復はとても覚束ないが、生命には別状はない」と述べた。平沢は意識を取り戻したあと、強盗に襲われた体験が夜昼となくフラッシュバックして妻に襲いかかったり、虚言症でとめどない嘘ばかりつくようになった（平沢マサ1949[8],pp.42-45）。
後に、調子が少しよくなったあとは画壇に復帰して「鏡」「心眼」「明朗奉天城外」「皇城大観」などの大作を次々と完成した[3]。
- 1930年、日本水彩画家会委員に就任。
- 1945年、弟子の女性との長年におよぶ不倫[9]が原因で、終戦前、疎開先の北海道で妻子と別居[3]。
- 1947年、東京・中野区の焼け野原だった地域に新居を建て、別居していた妻子と再び同居を再開。妻は子供達に平沢を「となりのおじさん」と呼ぶように命じた[3]。

### 帝銀事件以後
実力派の画家としての地位を確立していた平沢は、1948年1月26日に帝国銀行（後の三井銀行。現在の三井住友銀行）椎名町支店で男が行員らに毒物を飲ませ12人を死亡させた事件（帝銀事件）の犯人として同年8月21日、突如警視庁に逮捕された。類似事件で使用された名刺を受け取っていたが持っていなかったこと（平沢は財布ごとスリにあったと主張）、過去に銀行相手の詐欺事件を4回起こしていたり、出所不明の現金を持っていたのが決め手ともいわれる。この現金については松本清張らが、当時画家として名が売れていた者としては不名誉な副業（春画作成など）で得たものと推理している。
平沢は取調べで自白をしたが、公判で無実を主張。しかし、裁判では1955年に死刑が確定した。平沢は、虚言癖や記憶障害や判断力低下をもたらすコルサコフ症候群（狂犬病予防接種の副作用）にかかっており、過去の銀行詐欺事件や帝銀事件の自白もコルサコフ症候群による虚言ではないかと指摘する意見がある。
平沢の自白以外に決め手となる物証が乏しいことや、捜査当初、旧陸軍関係者が犯人として推測されたことなどもあって、平沢を真犯人とした確定判決に疑問を持つ人も少なくなく、「平沢貞通氏を救う会」が結成されたほか、自民党の大野伴睦、日本社会党の田英夫をはじめとする超党派の国会議員のほか、作家の松本清張といった文化人や法曹関係者らが、死刑の執行停止や再審、恩赦の救援活動を展開した。こうした動きや平沢の高齢を配慮して、歴代の法務大臣も死刑の執行を見送ったことから、平沢が処刑されることはなかった。
平沢は、死刑が確定してから1カ月半後の1955年6月の第1次請求以来計17回（平沢の死後に養子らが行ったものを加えれば計19回）に及ぶ再審請求を行ったものの、いずれも棄却された。恩赦出願も1962年から5回行ったが、法務省に設置された中央更生保護審査会はいずれも「恩赦不相当」の議決をしている。また、死刑が確定してから30年が経過した1985年には「死刑の時効が成立する」として、身柄の釈放を求める人身保護請求の裁判を起こしたが、「拘置中の死刑囚には時効は進行しない」として棄却された。その直後平沢は、「心神喪失に準ずる扱いをすべきだ」と死刑の執行停止を求めたが、法務省は拒否の回答をした。重体に陥った後の1987年3月末には、「死刑執行という目的を失った拘置は違法だ」として、釈放を求める人身保護請求の裁判を改めて起こしている。
長年宮城刑務所に収監されていたが、その後高齢のため体調を崩し、1987年5月10日午前8時45分に八王子医療刑務所で肺炎を患い獄中で病死した。95歳没。39年間に渡る獄中生活は1万4142日を数え、確定死刑囚としての収監期間32年は当時の世界最長記録であった。本通夜は養子の平沢武彦を喪主として、5月12日昼、平沢が帝銀事件の発生時まで家族と暮らしていた場所に近い宝仙寺で、事実上の密葬として行われた。告別式は5月24日に青山葬儀所でおこなわれた。

### 家族
平沢は、妻とのあいだに二男三女をもうけた。平沢の長年の不倫により、事件前から妻とは戸籍上だけの夫婦となっていた。平沢の逮捕後、家族は世間の迫害を逃れるため、それぞれ平沢姓を捨て、素性を隠して生きることを余儀なくされた。除籍した時期は以下のとおり。
妻 昭和37年（1962年）9月20日に協議離婚。昭和54年（1979年）12月11日、86歳で死去。

長女 昭和11年（1936年）10月16日、婚姻により除籍（事件前）

長男 昭和23年（1948年）12月18日、除籍。妻子を捨てて失踪

次女 昭和19年（1944年）11月25日、婚姻により除籍（事件前）

次男 昭和23年（1948年）11月15日、除籍

三女 昭和24年（1949年）2月4日、除籍

妻は離婚後も平沢と完全に絶縁したわけではなく、子供たちから1万円の仕送りを受けて、自分は7千円で生活し、3千円を仙台の刑務所の平沢に送った。

平沢の三女は米国人と結婚し米国に渡ったが、1980年代前半、米国から獄中の父に手紙を寄せ、自分は父のことを思っており元気でいてほしい、自分はアメリカでの生活を満喫している、と伝えてきた。返信用のアドレスは記されていなかった。

平沢の家族たち（元家族たち）の「その後」については、何度か雑誌で報道された。主な記事として、
- 「死刑囚 平沢貞通の妻」、『女性自身』1969年9月27日号、pp.50-58

当時75歳だった平沢の妻への長編インタビュー記事。
- 「帝銀死刑囚『平沢貞通』が遺した十字架」、『週刊新潮』1989年1月26日号、pp.129-130

米国に渡った三女も含め、老境に達した平沢の子供たちの動静を伝える。
- 「今も『平沢貞通』の遺族と名乗れない 『帝銀事件』60年」、『週刊新潮』2008年7月17日号、pp.50-54

平沢の子供や嫁、孫、再審請求のため平沢の養子となった平沢武彦（森川武彦）へのインタビュー記事。
がある。

平沢の養子・平沢武彦は、「平沢貞通氏を救う会」事務局長・森川哲郎の実子であったが、1981年1月24日に平沢との養子縁組が成立した。養子縁組の理由は、当時、平沢の肉親には平沢の死後に再審請求を引きつぐ意思がなかったためである（法律では、本人の死後も、直系子孫や配偶者、兄弟姉妹ならば再審請求を引き継ぐことができる）。養子縁組みの直後、森川哲郎は涙ながらに「平沢の釈放を実現したいと願うあまり、自分は息子を犠牲にしてしまった」と家族にわび、その翌年の末、58歳の若さで亡くなった。武彦は、平沢貞通の死後も再審請求を続けたが、困窮と精神病、そして平沢の家族から疎んじられたことに苦悩しつつ、2013年に孤独死しているのを発見された。
平沢には複数の愛人がいた。芸能プロデューサーの酒井政利の実母は、平沢の絵のモデルをしたことがあり、1970年代にある女性週刊誌で、酒井の母親は平沢の愛人の1人で酒井は平沢の息子であるとセンセーショナルに書き立てられたことがあった。

## エピソード
- 平沢と同じ小樽中学だった川本不二雄によると、当時の「平沢はきわ立つて美しく、肌がぬけるやうに白くて、男ながら見ほれるほどであつた。それに加へて、十七才にして時の文展に入選したという、開校以来、まれに見る絵画の天才」であったため、「多数のうら若い女性の崇拝者や、花のやうにあでやかな女パトロンたちが、常にときまとつてゐた」（川本1948[22],p.15）という。平沢は妻と結婚したあとも、多数の女性と不倫関係を持ち続けた（平沢マサ1949[8]）。
- 関東大震災の少し前から日蓮宗の熱烈な信者になった。家に多数の信者が出入りしたり、遊び盛りの子供達に朝夕の勤行を強制するなどして、信仰心がない妻子を困らせた（平沢マサ1949[8],pp.29-31）。後年、平沢は帝銀事件で取り調べを受けとき「昨晩も亦普賢菩薩（日蓮宗が重視する菩薩のひとり）が御出でになりました」云々と供述した（10月1日第54回調書）。熱烈な仏教徒だった弁護士の遠藤誠は「平沢氏普賢菩薩説」をとなえた（後述）。
- 強盗に短刀を突きつけられたことがあったが、その強盗を説得し更生させたことがある。その元強盗はその後も真人間として仕事に励み楽に暮らせるようになった。ある時五圓を平沢の自宅に持ってきたが、既に自宅はなくなっていた。平沢は狂人になっていたという。平沢は狂犬となった飼い犬を殺した後からおかしくなり、家が火事で焼けた後は石井鶴三に引き取られていた、と書かれている[23]。
- 香を焚いて座禅を組むのが好きだった（鎌田1950[9],p.86）。
- 戦争中は、時局に全く無関心だった。空襲が毎日続き、平沢の息子が兵隊に取られて出征し、妻が隣組長として多忙を極め、三女も学業を捨てて動員される中、平沢は毎日ラジオを聴くのにばかり夢中で、それ以外は悠長な義太夫のレコードをかけて聞いた。平沢の妻はあきれ、後年の著書の中で夫について「余りにも時局に対して無感覚です」「（出征した息子や動員された娘など）生命を的に働いている、この子供らに対する支援だけは欲しいと思いました」と述べた（平沢マサ1949[8],pp.86-87）。平沢の愛人も、平沢が戦時下でも自分とともに一週間ほど温泉へスケッチ旅行に行くなど、戦争に無関心だったことを述べている（鎌田1950[9],p.103）。
- 平沢が逮捕されたあと、彼の画業を抹殺する動きが見られた。
師の横山大観は、平沢がかつて弟子であったことを否定した[3]。平沢は、横山からもらった雅号を返上し「光彩」と改めた。
昭和10年代、平沢が軍命によって描いた「松浦潟のジャンク」は総理大臣官邸に飾られていたが、逮捕後は壁から撤去され人目につかぬところに死蔵された[24]。
戦後、平沢は皇太子（当時）への献上画「春遠からじ」を北海道で描き、その下絵を東京に戻って仕上げるため船に乗り、そこで出会った厚生技官・松井蔚（まついしげる）と名刺を交換した。この「松井名刺」が事件後の平沢逮捕につながった。宮内庁を通じて皇太子に献上された平沢の絵「春遠からじ」の所在は事件後、不明となった[24]。
平沢貞通人権記念館によると、2007年の時点で「私たちは、逮捕前の作品の行方を探したが、展覧会に出品された作品が10点、帝展出品作にかぎれば、2点のみが見つかったにすぎない」[25]とのことである。
平沢が帝銀事件の直後に預金した金の出所について、「春画」を描いて得た金だったため画家としての名声を守るため言えなかった、と推測する向きもある。ただし事実としては、大量殺人犯の汚名は春画どころではなく、画家としての名声も抹殺されてしまった。
- 平沢は獄中から無実を主張し続け、看守にもこう語ったという。「担当さん。私は、死刑になっても、運命と諦めることもできます。交通事故で死ぬ人だけでも、年間一万人もいるそうですし、言われない理由で殺される人も多数いると聞きます。こんな社会ですから、これも自分の運命だと諦められます。けれども、私の妻や私の子供や孫は、彼らが生きている限り、帝銀事件の犯人の身内として、社会から迫害され続けていくのだと思うと、どうしても我慢できません。私は国家権力と命のある限り戦って、自分の無実を晴らし、家族を救うつもりです」[26]。これが真情なら、なぜ平沢は取り調べのとき大金の出所を明かさなかったのか、と「春画説」を疑う意見もある(中村正明『科学捜査論文「帝銀事件」―法医学、精神分析学、脳科学、化学からの推理』2008年)。
- 平沢に死刑を宣告した第一審判決書（昭和25年8月31日）には、妻と2人の愛人の実名が書いてある。愛人の1人・鎌田りよ（判決書では鎌田リヨ）は、判決がくだる直前に出版した手記『生命ある限り』（8月10日印刷、8月20日発行）の中で、平沢との長年の不倫関係と自分の娘らへの思いを包み隠さず明かしたうえ「私は、敢えて平沢さんのために、弁明も弁解もいたしません」「三十年近くの、永い間私が愛し、私が尊敬してきた、私の平沢さんは、やはりその頃の姿のまゝで胸奥にいらしてくださいます」云々と、自分は死ぬまで平沢を愛し続けることを述べた（鎌田1950[9],p.141）。
- 平沢の妻は、諸般の事情で1962年に平沢と協議離婚したが、亡くなるまで獄中の平沢を気に掛け、1979年2月11日に85歳で亡くなった[27]。
- 「救う会」の事務局長を務めた森川哲郎の長男武彦は、平沢が獄死しても再審請求を続けるため、平沢の養子に入った[28]。平沢獄死後も「救う会」の活動を続けていたが、2013年10月1日、自宅で死亡していたところを知人[29]と警視庁杉並警察署署員によって発見された。知人が武彦と数週間連絡が取れなかったため杉並警察署に相談していた。事件性はなく、9月中に病死したものと見られる[30]。
- 収監中の1967年10月13日、第2次佐藤内閣で法務大臣を勤めていた田中伊三次は、島秋人を含む23人分の死刑執行命令書に署名[31][32]したが、この中で平沢の名を見付けた際、「これ（平沢）は冤罪だろ」として執行対象から外している。
- 平沢は入獄後光彩（こうさい）と雅号を変え、獄中の画家として1300点を超える作品を描いた。宮城刑務所時代は特別にアトリエを与えられて画作に取り組み、支援者の手により国内外でしばしば個展を開いていた。絵の材料は支援者らが差し入れていたが、画用紙は神田の文房堂のものをと、注文をつけていた[2]。
- 平沢は東京拘置所（死刑囚なので刑務所ではなく拘置所に収監）でも嘘ばかり言ったので、同じ東京拘置所にいたカービン銃ギャング事件の主犯K・Oや、三鷹事件の竹内景助被告人も怒って、平沢と犬猿の仲になった[33]。
- 平沢は短期間だけ獄中から出たことがあった。1974年（昭和49年）、82歳の平沢は、日光中宮祠事件の犯人の死刑が執行されたことにショックを受け、心臓発作で危篤状態に陥り、東北大学附属病院へ移送された。26年ぶりの出獄だった。平沢は一命をとりとめ、驚異的な快復を示し、1カ月半後に宮城刑務所仙台拘置支所に戻った。「病院は拘置所より悪い。自由に絵をかかせてくれない。絵をかきたいから戻ってきたのだ」と語った[6]。
- 獄中の平沢はいつも温厚だったが、激怒したことが1回だけあった。1975年（昭和50年）6月、平塚八兵衛は『週刊新潮』の連載記事「八兵衛捕物帖」で帝銀事件の回想を書いた。平沢は支援者に頼み、その雑誌を送ってもらい、獄中で読んだ。そして「平塚八兵衛は恥兵衛･･････嘘兵衛だ！」と激怒し、記事の余白に赤いボールペンで反論をびっしり書き込んだ。支援者はそれを『週刊新潮』編集部に送ったが、返事は全くなかった[34]。
- 八王子医療刑務所に移ってからは、老衰と白内障による視力障害などのため、ほとんど絵筆をとらなかった。養子の武彦らが面会するたびに「無実だから早く出たい。小樽の両親の墓参りをしたい」などと語り、好きな日本酒を味わうのを楽しみにしていたという[12]。面会室の金網ごしに弁護士の遠藤誠とかわした約束「遠藤先生、釈放になったら、蔵出しの『白鶴』を、一緒に飲みたいねえ」[35]はかなわなかった。
- 晩年の平沢と会ってその人柄に心酔した遠藤誠は「仏界におられる普賢菩薩が、近頃の人類の行きかたを憂慮され（中略）みずから無実の死刑囚に化身されたのかもしれない」「昭和二十三年当時の平沢さんは、ただの一介の人間にすぎなかったのだが、その後、どこかの時点から普賢菩薩が乗り移ってしまわれたということか」「今の私は、『平沢氏普賢菩薩説』を信じている者である」と述べた[36]。
- 平沢の釈放後に備えて、「救う会」では東京都杉並区今川のマンションの一室を用意していた。そこには後に平沢の遺体が安置された[12]。
- 北海道放送が2003年に制作・放送したドキュメンタリー番組では、生前の平沢の獄中での音声（隠し撮り）や、平沢の長女へのインタビュー（顔は映っていない）なども収録されている[6]。自分の子供を世間の迫害から守るため、ずっと平沢の娘であることを隠してきた長女は、獄死した父について「あんなね、環境の悪いね、条件の悪いとこでね、よくあの歳まで生きてたと思うんですよね。･･････やっぱり、出たい一心で頑張ったんでしょうかね」「シロにしろクロにしろね、あんだけ世間を騒がしたんですからね、やっぱり誰だっていい思いはしてませんよね」と語った。
- 元東京高検検事長の藤永幸治は、「死刑廃止国際条約の批准を求めるフォーラム '90」で講演し、法務省刑事局で平沢の死刑に関する局議が何回か開かれ、判決の事実認定に問題があるとされたため、死刑執行が見送られたことを明らかにした[37]、という言説がまことしやかに伝えられている。法務省刑事局長（当時）の原田明夫が行った国会答弁によると、これは誤報で、実際には法務省内で「平沢の死刑判決にあたり事実認定に問題があった」という議論は一度も行われておらず、藤永自身も自分の発言を明確に否定したという[38]。

## 著書
画集
- 『帝銀事件・平沢貞通画集 下獄9700日のいかり』平沢貞通氏を救う会 1975
- 『痛恨の画布 平沢貞通・獄中画と書簡集』平沢貞通画集刊行会 1982
- 『祈りの画集 獄中37年、生と死のはざまより』平沢武彦編著（ダイナミックセラーズ）1985
- 『平沢貞通画集』（アオイコーポレーション）1992

著書
- 『帝銀死刑囚 老てんぺら画家の獄中記』縄野純三編 現代社 1959
- 『遺書 帝銀事件 わが亡きあとに人権は甦えれ』森川哲郎解説（現代史出版会）1979
- 『われ、死すとも瞑目せず 平沢貞通獄中記』平沢武彦編（毎日新聞社）1988

## 平沢貞通を演じた俳優
- 信欣三 - 映画『帝銀事件 死刑囚』（1964年）
- 仲谷昇 - 『帝銀事件』（テレビ朝日、1980年）
- 高橋昌也 - 映画『さらば、わが友 実録大物死刑囚たち』 （1980年）
- 榎木孝明
  - テレビ朝日開局50周年記念『刑事一代 平塚八兵衛の昭和事件史』（2009年6月）
  - 未解決事件 File.09『松本清張と帝銀事件』（2022年12月29日放送）